# Tiefer Keller 3, 5

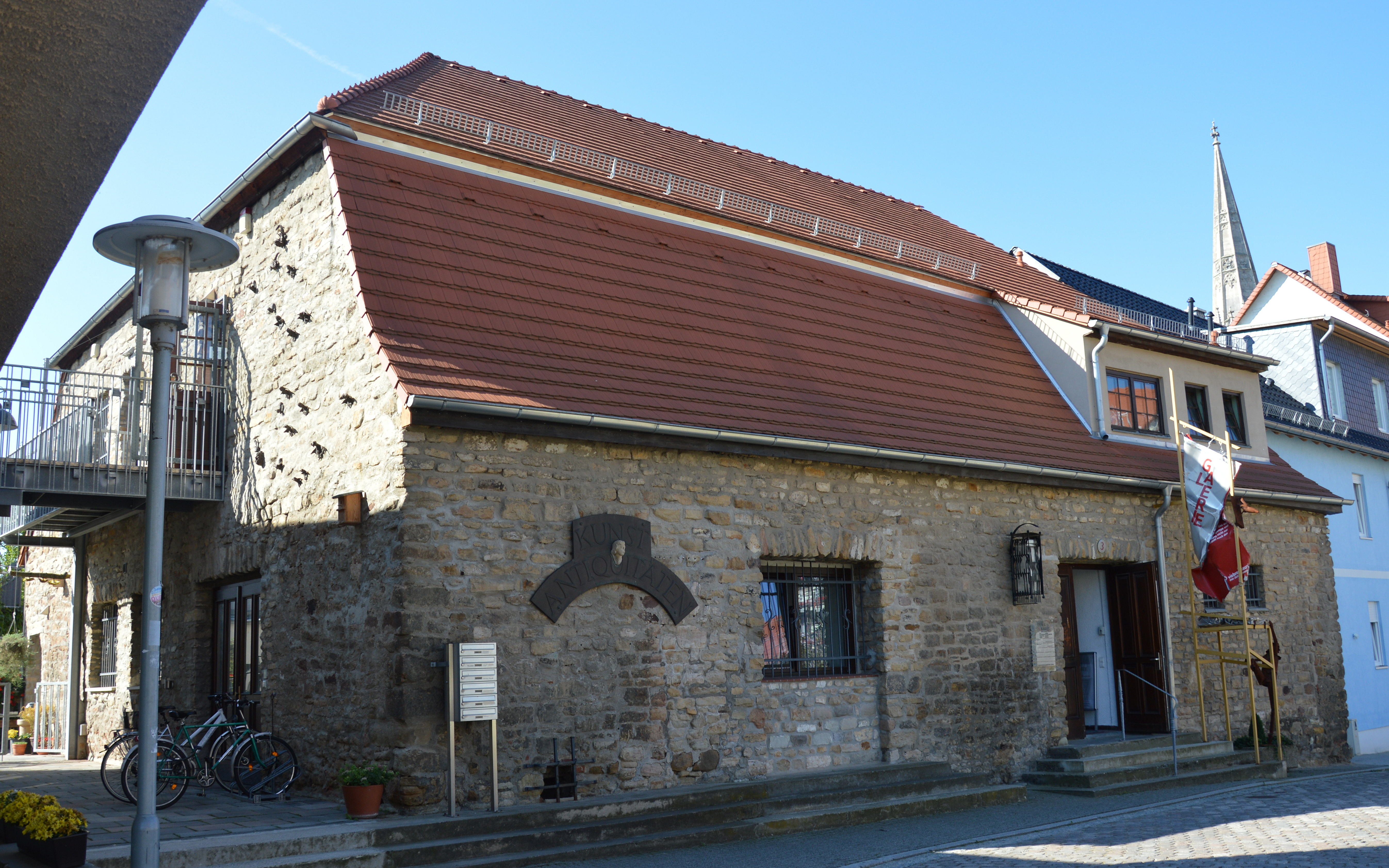
Haus Tiefer Keller 3

Tiefer Keller 3, 5 ist die Bezeichnung eines denkmalgeschützten Kellers in der Stadt Merseburg in Sachsen-Anhalt.

## Lage
Der Keller liegt unterhalb der Häuser an der Adresse Tiefer Keller 3, 5 im Merseburger Stadtzentrum.

## Architektur und Geschichte
Das große Kellersystem entstand im 16. Jahrhundert im Rahmen der damals in größerem Umfang betriebenen Naturallagerwirtschaft. Es entstand eine verzweigte Kelleranlage mit mehreren Ebenen. Dem Kellersystem wird eine wichtige lokalgeschichtliche Bedeutung beigemessen. Ähnliche Anlagen bestehen auch unterhalb der benachbarten Grundstücke. Die Keller sind ursächlich für die seit Jahrhunderten bestehenden Benennung der Straße.
Im örtlichen Denkmalverzeichnis ist der Keller unter der Erfassungsnummer 094 20293 als Baudenkmal verzeichnet.